# Rhampholeon boulengeri
Rhampholeon boulengeri — вид ігуаноподібних ящірок родини хамелеонових (Chamaeleonidae). Мешкає в регіоні Великих Африканських озер. Вид названий на честь британсько-бельгійського зоолога Джорджа Альберта Буленджера.

## Поширення і екологія
Rhampholeon boulengeri мешкають в Демократичній Республіці Конго (Північне і Південне Ківу, ліс Ітурі, острів Іджві в озері Ківу, гірські ліси на західному березі Танганьїки), Уганді (гори Рувензорі, ліси Кібале і Бвінді), Руанді, Бурунді, Кенії (ліси Какамега, гірські ліси уступу Нанді і гір Черанг'ані) та в Танзанії (ліс Мінзіро). Вони живуть у вологих гірських тропічних лісах, трапляються в рівнинних лісах. Зустрічаються на висоті до 2300 м над рівнем моря. Живляться комахами, гусінню і павуками. Відкладають яйця.